# Каннинг, Элизабет
Эли́забет Ка́ннинг (англ. Elizabeth Canning; 1734—1773), в замужестве Трит (англ. Treat), — английская служанка, героиня нашумевшего в Англии в XVIII веке судебного процесса. Утверждавшая о собственном похищении и заточении на сеновале, Каннинг в итоге оказалась центральной фигурой одной из главных криминальных загадок XVIII века.
Каннинг исчезла 1 января 1753 года и почти через месяц появилась в доме своей матери, находясь в состоянии истощения. Обеспокоенные друзья и соседи Каннинг пытались расспросить её о случившемся, затем с ней побеседовал олдермен. Вскоре он выписал ордер на арест Сюзанны Уэллс, хозяйки дома, в котором Каннинг якобы держали. На месте происшествия Каннинг опознала ещё одну участницу удержания Мэри Скуайрс, потребовав ареста обеих подозреваемых. Местный судья Генри Филдинг принял сторону потерпевшей. Через некоторое время состоялся ещё ряд арестов, были допрошены свидетели. Уэллс и Скуайрс были признаны виновными в преступлении, причём Скуайрс грозило наказание не только за пленение, но и похищение Каннинг — такого рода преступление каралось смертной казнью. Тем не менее Крисп Гаскойн, лорд-мэр Лондона, не был удовлетворён работой коллег и начал собственное расследование. Он опросил свидетелей и выяснил, что Скуайрс и её семья не могли быть причастны к похищению. Некоторые свидетели обвинения и вовсе отказались от данных ими показаний. Гаскойн распорядился арестовать Каннинг, после чего она была осуждена за лжесвидетельство. Наказание Скуайрс было отменено, а Каннинг была приговорена к месяцу заключения и семи годам ссылки.
Процесс расколол жителей Лондона на два лагеря, каннингитов и джипситов, поддерживавших оговорённую цыганку Скуайрс. Гаскойн подвергся нападкам и даже был атакован на улице, в то время как журналисты с яростью дискутировали о судьбе молодой непримиримой служанки. Каннинг умерла в 1773 году в Британской Америке, однако загадка её исчезновения по-прежнему остаётся неразрешённой.

## История Каннинг

### Детство и юность
Каннинг родилась 17 сентября 1734 года в Лондонском Сити. Элизабет — старшая из пяти выживших детей в семье плотника Уильяма и Элизабет Каннингов. Семья жила в двух комнатах в Алдерменбери неподалёку от римской Лондонской стены. Элизабет и другие дети росли в бедности, Алдерменбери был весьма престижным, но не самым богатым районом. Отец девочки умер в 1751 году, и в жилище Каннингов остался единственный взрослый мужчина, подмастерье Джеймс Лорд. Он занял переднюю комнату, в то время как Каннинги остались в задней. Элизабет-младшая всего несколько месяцев училась в школе письма, и в возрасте 15 или 16 лет приступила к работе служанкой в доме мытаря Джона Уинтлбери. Он отзывался о ней как о честной, но в то же время застенчивой девице. С октября 1752 года она жила в доме плотника Эдварда Лайона, их соседа, который также отмечал в Каннинг качества, упомянутые Уинтлбери. К 18 годам Элизабет была довольно полной, рябой девушкой с длинным прямым носом и широко поставленными глазами.

### Исчезновение
Каннинг исчезла 1 января 1753 года. В тот день она не работала и находилась дома вместе с семьёй. Позже она находилась в гостях у дяди и тёти, Томаса и Элис Колли, после чего намеревалась отправиться за покупками вместе с матерью. Тем не менее, Каннинг оставалась в доме тёти до вечера. В девять часов она отправилась в дом Лайона, на протяжении двух третей пути её сопровождали родственники.
Ожидая прибытия служанки, Лайон дважды заходил в дом к её матери. Она отправила трёх своих детей на поиски старшей дочери в район Мурфилдс, Джеймс Лорд же отправился к тёте пропавшей. Ему удалось выяснить, что Колли отпустили Элизабет одну примерно в 9:30 неподалёку от церкви Алдгейт на улице Хаундсдитч. Следующим утром Элизабет-старшая лично отправилась в дом Колли. Она справлялась о местоположении дочери у соседей, а её дети пытались найти сестру в отдалённых районах. Объявление о пропаже девушки было размещено в газетах, по всему городу читались молитвы за Каннинг. И всё же единственным указанием на судьбу пропавшей мог быть женский крик, раздавшийся из наёмного экипажа 1 января — об этом сообщили свидетели.

### Появление
Каннинг вернулась в дом матери вечером 29 января. При виде истощённой дочери, которую мать не видела почти месяц, Элизабет-старшая упала в обморок. Придя в сознание, она попросила подмастерье собрать некоторых соседей, и уже через несколько минут дом был полон гостей. Сообщалось, что вернувшаяся находилась в «плачевном состоянии», её лицо и руки были чёрными от грязи, она была одета в сорочку, ночную сорочку и нижнюю юбку. Вокруг её головы была повязана грязная тряпка, ещё сильнее испачканная кровью из повреждённого уха пострадавшей. Она рассказала, что около Бетлемской больницы на неё напали двое мужчин. Они сорвали с неё часть одеяния, ограбили и избили в храме, оставив её без сознания. Очнулась она «около большой дороги, где была вода, рядом с двумя грабителями». Преступники заставили её пройти в дом, где старая женщина спросила, «станет ли она на их путь», то есть готова ли она стать проституткой. Каннинг ответила отрицательно, после чего старуха обрезала остатки её одежды, ударила её по лицу и силой отправила её на чердак. Там она оставалась на протяжении почти месяца, питаясь только хлебом и водой и не общаясь ни с кем из похитителей. Лишённая всей своей одежды Каннинг нашла обноски в камине. Частично разобрав заколоченное окно, она смогла бежать, и оказалась дома только спустя пять часов. Она вспомнила, что слышала имя «Уиллс» или «Уэллс», и что из окна чердака она один раз увидела знакомого кучера, зная рабочий маршрут которого, Каннинг предположила, что дом находится на Хертфорд-Роуд. Уинтлбери и местный рабочий Роберт Скэррат подтвердили, что в районе Энфилд-Уош действительно живёт некая Сюзанна Уэллс.
Появление и версия самой Каннинг были на следующий день освещены в газете London Daily Advertiser. Пульс Каннинг был слаб, она с трудом говорила, и когда местный аптекарь дал ей лекарство, её стошнило. Аптекарь поставил Каннинг несколько клизм, завершив на этом осмотр. После этого друзья и соседи Элизабет отвели её в ратушу к олдермену Томасу Читти, попросив об аресте Уэллс.

### Энфилд-Уош
Читти выдал ордер на арест, и 1 февраля Каннинг вместе с друзьями отправилась в район Энфилд-Уош. Сторонники пострадавшей, несмотря на её слабость, хотели, чтобы она как можно скорее опознала похитителей и комнату, в которой она удерживалась, поскольку опасались её скорой кончины. Первыми к предполагаемому месту преступления подъехали Уинтлбери, Скэррат и сосед Каннингов Джозеф Адамсон. Там они встретились со служителями закона и ожидали появления Уэллс. Её дом служил сразу для нескольких функций: это была и плотничья мастерская, и мясобойня, и пивная. Кроме того, в доме содержались животные и проживали постояльцы. Уэллс дважды стала вдовой: её первый муж был плотником, а второй был повешен за воровство. В 1736 году она и сама находилась в тюрьме за лжесвидетельство. Сара Хоуит, её дочь от первого брака, прожила в указанном доме около двух лет, как раз в период заключения матери. Брат Сары Джон пошёл по стопам отца и жил по соседству.
Около 9 часов утра Уэллс зашла в дом, и полицейские немедленно проникли в здание. Там они обнаружили Уэллс, пожилую женщину по имени Мэри Скуайрс, её детей, Вёрчью Холл и ещё одну женщину, которую они сочли дочерью Уэллс. Ещё одна женщина, Джудит Нейтас, находилась на чердаке. Располагавший ордером офицер осмотрел чердак, который, к его удивлению, был совсем не похож на помещение, описанное Каннинг. Более того, ему не удалось найти никаких признаков, свидетельствующих о том, что Элизабет действительно могла бежать через окно. Позже к дому подъехали другие сторонники Каннинг, не менее удивлённые подобным несовпадением.
Каннинг, прибывшая к дому Уэллс вместе с матерью, была перенесена в помещение Адамсоном. Там она опознала Скуайрс как женщину, которая разрезала её одежду, а также указала на Холл и якобы дочь Уэллс, утверждая, что в тот момент они присутствовали в доме. Когда её отнесли на чердак, она узнала место своего заключения, несмотря на то, что там было гораздо больше сена, чем ранее. Доски, закрывавшие окно, были, судя по всему, приколочены совсем недавно. Подозреваемые в преступлении были направлены к местному мировому судье, Мерри Тайшмейкеру. Сначала он отдельно поговорил с Каннинг, а затем допросил обитателей дома Уэллс. Скуайрс и Уэллс были помещены под стражу, Джордж Скуайрс и Вёрчью Холл, отрицавшие всякую причастность к похищению, были отпущены, а Каннинг и её сторонники отправились домой.

### Расследование Филдинга

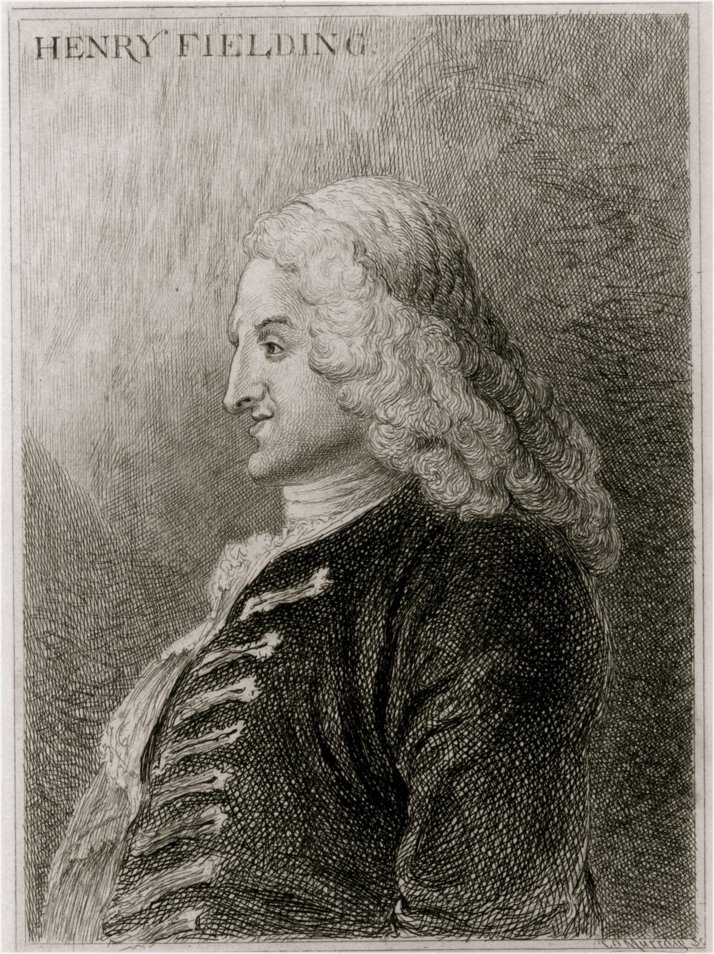
Расследованием дела Каннинг занимался Генри Филдинг

В XVIII веке английские власти не рассматривали нападение на человека как нарушение общественного порядка, поэтому ход судебному процессу мог дать только сам пострадавший. Истец, ко всему прочему, должен был взять на себя расходы по проведению расследования. Поскольку подобное мероприятие было весьма дорогостоящим, Каннинг попросила о помощи друзей и соседей. Не меньшим препятствием на пути сторонников Каннинг было и то, что в ситуациях такого рода суд предпочитал достигать примирения сторон. Вследствие этого, наиболее существенным пунктом претензий Каннинг была кража её одежды, оценённой в 10 шиллингов. В те времена воровство считалось более серьёзным преступлением, чем нападение, и именно утрата имущества должна была стать основанием для обвинения. Кроме того, совершение этих правонарушений в совокупности должно было привлечь внимание судей и к насильственной стороне преступления.
В то время как Каннинг продолжала лечение, её сторонники, по большей части мужчины, занимались подготовкой материалов для суда. Они получили юридическую консультацию у солиситора господина Солта, который посоветовал им связаться с судьёй Генри Филдинггом. К тому времени 45-летний Филдинг, посвятивший жизнь поэзии и прозе, был уже близок к своему концу. Став мировым судьёй Миддлсекса и Вестминстера несколько лет назад, он с невероятной энергией стал заниматься вопросами правосудия. В своём творчестве Филдинг касался темы человеческих пороков, поэтому он искренне верил, что психология преступника может быть ему понятна. Он с большим энтузиазмом обратился к делу Каннинг, которое Солт передал ему 6 февраля. На следующий день Каннинг представила ему свои показания. Филдинг не был склонен верить обычной служанке, хотя её скромность и благовоспитанность произвели на него впечатление. Филдинг выпустил ордер на арест всех обитателей дома Уэллс, дабы они могли «предстать перед его лицом и подтвердить своё добропорядочное поведение». Вёрчью Холл и Джудит Нейтас были арестованы, однако Джордж Скуайрс вместе с сёстрами и Сара Хоуит, дочь Уэллс, к тому времени уже покинули дом и продолжали оставаться на свободе.

### Первая реакция газет
10 февраля газета «Лондон Дэйли Адвертайзер», располагавшаяся на Граб-стрит, сообщила:

Расположенный между Энфилд-Уош и Уолтем-Кросс дом сей печально известной женщины, широко известной под именем Матери Уэллс, немедленно пал под подозрение; судя по многим обстоятельствам, именно он стал мрачной тюрьмой для этой несчастной страдалицы, чьё подавленное состояние после чудесного побега достойно сочувствия и благотворительных взносов от всех господ, озабоченных судьбой общества, а также всех тех, кто беспокоится о безопасности своих детей и уз, кто в той же мере подвержен бесчеловечному и жестокому использованию… все эти обстоятельства должным образом рассматриваются, и нет никаких сомнений в том, что вскоре будут собраны пожертвования или взносы, которые помогут людям, взявшимся обнаружить эту печально известную шайку, осуществить свои добрые намерения с предельной силой, ведь такое гнездо злодеев представляет величайшую угрозу добрым подданным Его Величества.
Оригинальный текст (англ.)The house of that notorious woman well known by the name of Mother Wells, between Enfield Wash and Waltham Cross, was immediately suspected; and from many Circumstances appears to be the dismal Prison of the unhappy sufferer, whose melancholy Situation since her miraculous Escape is worthy of Compassion and Charitable contributions of all public-spirited people, and anyone who has any regard for the Safety of their Children and Relations, who are equally liable to the same inhuman and cruel Usage…all these circumstances being duly considered, it is not doubted but a Subscription or Contribution will soon be raised, to enable the Persons who have undertaken to detect this notorious Gang to prosecute their good Intentions with the utmost Vigour, as such a nest of Villains is of the greatest Danger to the Safety of his Majesty’s good Subjects.

В это время сторонники Каннинг собирали пожертвования для суда с помощью независимо напечатанной брошюры Case of Elizabeth Canning («Дело Элизабет Каннинг»). В публикации Уэллс открыто называлась «женщиной-монстром». Неделю спустя отредактированная версия брошюры появилась в издании «Паблик Адвертайзер» — в новой редакции сообщалось, что Каннинг, ко всему прочему, ударили по голове. Скуайрс была охарактеризована как «старая цыганка», которая «ограбила девушку до нитки, а затем, когда та отказалась стать обыкновенной проституткой, заточила её в старом чулане или на чердаке». Скуайрс часто называли цыганкой, однако её происхождение также является предметом споров. Несмотря на то, что юридические наказания применялись к цыганам довольно редко, они были де-факто лишены основных прав горожанина. Джудит Мур пишет, что Скуайрс была «темноволосой, высокой, но сутулой престарелой женщиной возрастом от шестидесяти до восьмидесяти лет», причём «все записи говорят о том, что она была невероятно уродливой, её нос был очень большим, а пухлая нижняя губа была деформирована золотухой».
Ввиду крайне негативного представления о Уэллс и обитателях её дома, горожане стали на сторону Каннинг. Удерживаемая старой цыганкой служанка, сумевшая сбежать и вернуться к любящей матери, вызывала симпатии как рядовых англичан, так и аристократов столицы.

### Признание Холл
Хотя Филдинг и гордился своей непредвзятостью, — социальный статус свидетелей не влиял на его решения — при беседе с Холл он задавал ей повторяющиеся вопросы, и, разочарованный её противоречивыми ответами, пригрозил ей заключением. Угроза произвела необходимый эффект, поскольку 14 февраля Холл заявила, что Джон Скуайрс и ещё один мужчина действительно доставили Каннинг в дом Уэллс утром 2 января. Там, на глазах у двух мужчин, Люси Скуайрс (позже известной как Кэтрин Скуайрс) и Холл старая цыганка напала на Каннинг и заставила её подняться на чердак, где она оставалась вплоть до побега. Холл заявила, что Форчен Нейтас и его жена Джудит уже находились в доме в течение нескольких недель, после чего переселились на чердак, чтобы создать видимость своего присутствия там на протяжении всего января. Показания Холл и Каннинг теперь были практически идентичны, и Филдинг приступил к допросу Джудит Нейтас. Она действительно заявила, что ей с мужем приходилось спать на чердаке на протяжении всего месяца, однако Филдинг не был удовлетворён такими показаниями и потребовал от Нейтас пересмотреть заявление. Тем временем Холл, которой не было предъявлено никаких обвинений, была помещена в тюрьму Гейтхаус в Вестминстере. Филдинг ненадолго покинул Лондон, допросив по возвращении Скуайрс, Уэллс и других фигурантов. Скуайрс и Уэллс сказали судье, что ничего не знают ни о Каннинг, ни о её злоключениях. Обе настаивали на своей невиновности.
Мадам Уэллс применила всю свою хитрость, изобразив невиновность в духе всех тех нечестивых негодяев, которые преднамеренно и методично оттачивают свои способы уклонения от правосудия; и старая цыганка вела себя как человек, который по традиции и по наследству владеет навыками древней египетской хитрости, делая самые благоговейные заявления о своей невиновности; однако позже слышали, как она сказала «Да будет проклята молодая сука!»
Сообщение, появившееся на страницах «Адвертайзера», заинтересовало жителей столицы. Филдинг покидал Лондон, считая, что он «положил конец всем тем бедам, которые он с необходимостью причинил бы себе в этом деле», однако по возвращении в город он обнаружил, что во время его отсутствия с ним пытались встретиться в том числе и некоторые «благородные господа». 15 февраля за поимку Джона Скуайрса и его компаньона была назначена награда. Кроме того, сторонники Каннинг разместили сообщения о пожертвованиях «или для продолжения обвинительных процедур, или для бедной девушки в качестве воздаяния (sic) за её добродетель и за бедствия, через которые она прошла». Несколько преувеличенная запись истории Каннинг была через некоторое время отправлена в редакции газет. Джордж Скуайрс не был найден.

### Суд над Скуайрс и Уэллс
Судебный процесс над Скуайрс, обвиняемой в нападении и краже, и Уэллс, «хорошо знавшей» о действиях соучастницы, прошёл 21 февраля в Олд-Бейли. Председателем процесса выступил лорд-мэр Лондона сэр Крисп Гаскойн, ему помогали другие судьи. За происходящим наблюдали многочисленные интересующиеся. Писцом был назначен Томас Гарни, имена же адвокатов той или иной стороны не сохранились. Обвинение в краже было чрезвычайно серьёзным для Англии XVIII века. Стоимость вещей Каннинг составляла около 10 шиллингов, чего было достаточно для повешения Скуайрс на Тайбернском дереве в случае признания её виновной.
Прибывшую в суд Каннинг приветствовала толпа сторонников, собравшихся вокруг здания. Потерпевшая заявила суду, что около 4 часов утра 2 января двое мужчин силой доставили её в дом Уэллс. На кухне сидела старая женщина (Скуайрс), спросившая у Каннинг, «станет ли она на их путь». Получив отрицательный ответ, Скуайрс порезала её вещи, ударила по лицу и заставила подняться в тёмную комнату. Каннинг сказала, что «ничего не было видно, но когда появился дневной свет, она смогла осмотреть помещение; там был камин с решёткой, но не было кровати или её остова, лежать можно было только на сене; там был чёрный кувшин, наполненный водой не до краёв, и около двадцати четырёх кусочков хлеба… около четверти буханки». Она утверждала, что смогла сбежать, вынув доску из окна в северной стене, спустившись вниз и спрыгнув на мягкую глину. Она пробежала по переулку за домом, прошла несколько полей и вышла на дорогу, ведущую в город. Каннинг спросили, видела или разговаривала ли она с кем-либо на путь домой, на что она ответила отрицательно, объяснив, что она уклонялась от контактов, поскольку боялась повстречать одного из обитателей дома Уэллс. Несколько вопросов потерпевшей задал Уильям Дэви, желавший услышать её воспоминания о событиях, происходивших в доме Уэллс. Когда её спросили, почему она не сбежала раньше, Каннинг ответила: «Потому что я думала, что меня могут отпустить; мысль [о побеге] не приходила мне в голову до того утра». Скуайрс, до того тихо бормотавшая на скамье подсудимых, после этого закричала, что знает Каннинг лишь на протяжении последних трёх недель.

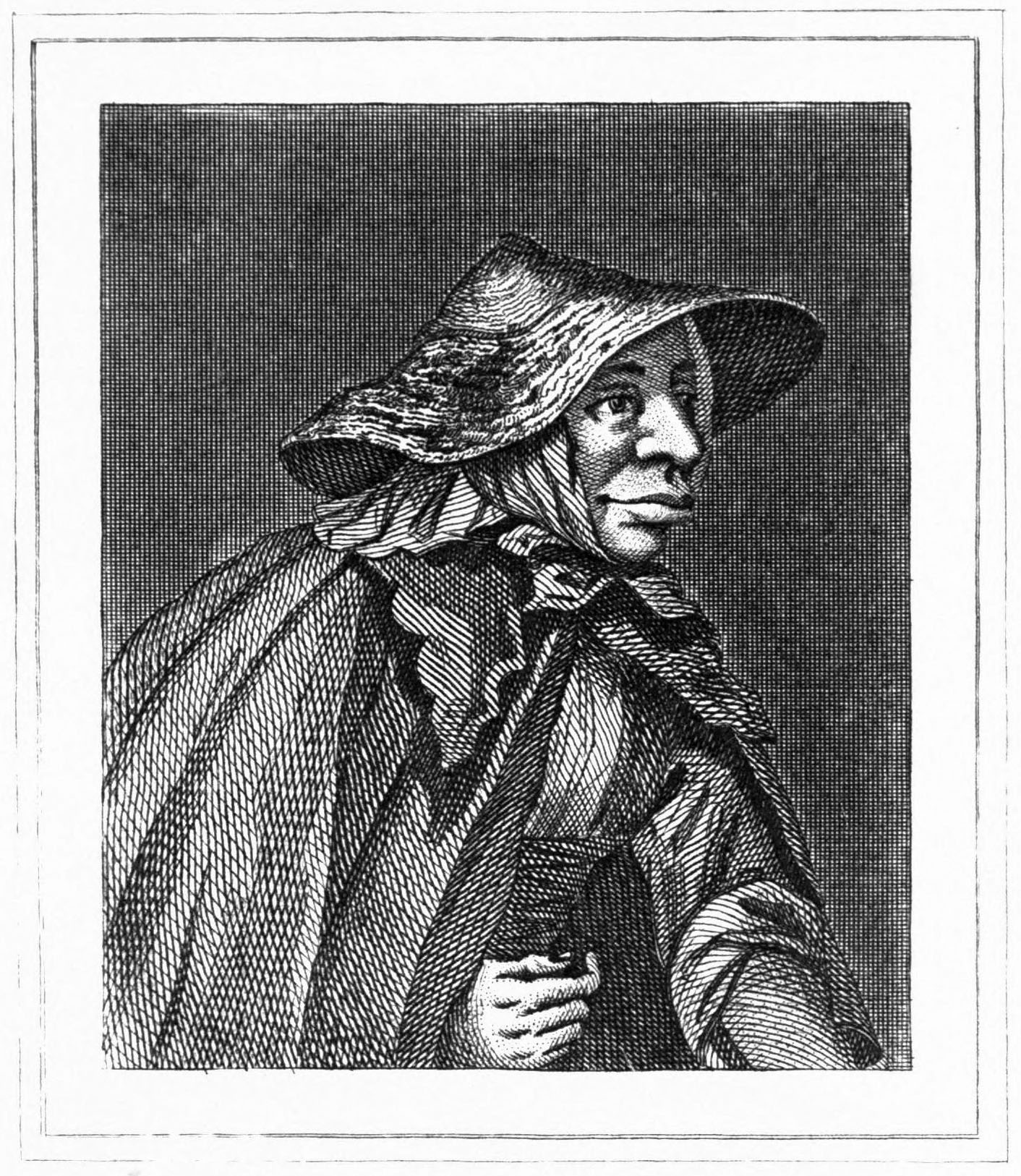
Портрет Мэри Скуайрс, опубликованный в Ньюгетском справочнике в XIX веке

Затем перед судом выступила Вёрчью Холл, рассказавшая по большей части то, что уже говорила Филдингу. Скуайрс вновь вмешалась в процесс, спросив, в «какой именно день молодая женщина была ограблена». Один из судей ответил, что по мнению свидетельницы, это произошло утром 2 января, на что Скуайрс сказала: «Благодарю за то, что сказали, ибо я невинна, как невинный младенец». Сюзанна Уэллс воспользовалась ситуацией и поинтересовалась, как долго Скуайрс и её семья собирались оставаться в доме. Холл ответила, что «в общей сложности они были там шесть или семь недель; когда привели молодую женщину, они уже были там около двух недель». Среди прочих, свои свидетельские показания дали Томас Колли и миссис Каннинг. Бывший работодатель Каннинг, Джон Уинтлбери, объяснил суду, как ему удалось понять, что пленница говорила именно о доме Уэллс. Мэри Майерс и Джеймс Лорд также заявили, что слышали от Каннинг слова «Уиллс или Уэллс». Это подтвердил и Роберт Скэррат, ранее работавший в пригороде Лондона, Эдмонтоне, и несколько раз посещавший дом Уэллс.
Несмотря на то, что чета Нейтасов была вызвана в суд, ни Форчен, ни Джудит не были вызваны в качестве свидетелей. Ответственный за вызов служащий позже объяснил, что собравшаяся вокруг здания толпа, вероятно, испугала некоторых участников процесса. Толпа прогнала соседей Уэллс, а её дочь и сводного брата довольно скоро узнали и не пустили в здание суда. При этом трёх свидетелей из Дорсета, найденных Джорджем Скуайрсом и готовых дать показания в пользу его матери, толпа не узнала. Первый из них, Джон Гиббонс, заявил, что с первого по девятое января Скуайрс жила в его доме в Эбботсбери, где торговала «носовыми платками, батистом, муслином и клетчатой тканью». Эти данные были подтверждены его соседом, Уильямом Кларком. Последний свидетель, Томас Гревилл, утверждал, что 14 января он принимал под своей крышей в Куме Мэри, её сестру и её брата, торговавших «носовыми платками, батистом и прочими подобными вещами». Показания Гиббонса, Кларка и Гревилла были опровергнуты Джоном Инайсером, торговавшим рыбой неподалёку от Уолтем-Кросс и Тиоболдс. Он утверждал, что знал Скуайрс в лицо, и что за три недели до её ареста он видел её гадающей в окрестностях дома Уэллс. Оставшаяся практически без свидетелей Уэллс смогла высказать всего два предложения в свою защиту. Во-первых, она сказала суду, что не видела Каннинг до 1 февраля. Во-вторых, она заявила, что увидела Скуайрс чуть более, чем за неделю до их ареста. Согласно репортажу в «Адвертайзере», как только трое свидетелей покинули здание суда, толпа «била их, пинала их, закатила их в канаву и иными способами дурно обращалась с ними».

#### Приговор
Дуглас Хэй пишет, что для английских судов XVIII века особую значимость имели те свидетели, которые могли дать нравственный портрет человека (как правило, подозреваемого) на основе как личного опыта, так и его репутации в сообществе. При этом наибольший вес имели показания свидетелей, обладавших собственностью: работодателей, фермеров или соседей-господ. Слово рядовых соседей или друзей оценивалось судом как гораздо менее веское. В рассматриваемом случае судьи, по-видимому, не были удовлетворены защитой обвиняемых и признали Уэллс и Скуайрс виновными. Приговор был озвучен 26 февраля. Уэллс была приговорена к клеймению руки и шести месяцам заключения, в то время как похитившую вещи Каннинг Скуайрс ожидало повешение. В марте брошюры, посвящённые делу Каннинг, часто читали в лондонских кофейнях. Горожане были возмущены действиями Скуайрс по отношению к бедной девушке. Ситуация усугубилась после того, как Малыш Джемми, «бедняк, ходивший с палкой по улицам», был якобы ограблен и избит пятью цыганами. Каннинг была популярна среди рядовых англичан и среди знати. Некоторые представители дворянства сделали пожертвования в пользу девушки, что позволило ей переехать в более комфортабельный дом господина Маршалла, торговца сыром из Олдерменбери.

#### Расследование Гаскойна

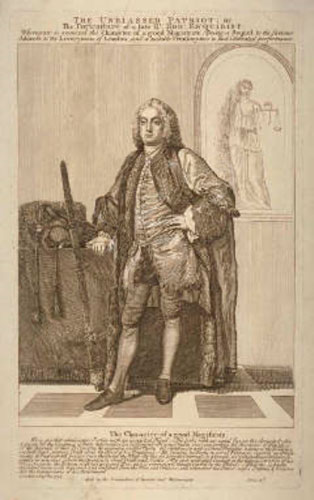
Сэр Крисп Гаскойн считал приговор ошибочным

Впрочем, приговором остались довольны не все. Судья сэр Крисп Гаскойн и ряд его коллег считали историю Каннинг неправдоподобной. Сторонники Каннинг, не пропустившие свидетелей Уэллс, вызывали у судьи отвращение. С другой стороны, он сочувствовал Мэри Скуайрс, которую считал «бедным созданием». Пятидесятидвухлетний Гаскойн начал взрослую жизнь пивоваром на улице Хаундсдитч. Затем, женившись на дочери состоятельного врача, он стал главой пивоваренной компании, после чего служил олдерменом Винтри Уорд, шерифом Лондона, и, наконец, был посвящён в рыцари. Он поддерживал городских сирот и владел поместьями в Эссексе.
Гаскойн тотчас же приступил к расследованию дела самостоятельно, написав англиканскому священнику Джеймсу Харрису в Эбботсвилл. Судья считал, что трое свидетелей Джорджа Скуайрса едва ли отправились бы так далеко, чтобы давать показания в пользу этого «жалкого человека». Харрис не разочаровал Гаскойна, подтвердив показания Гиббонса и предложив служителю закона новых свидетелей, которые также могли опровергнуть версию Каннинг. Гаскойн посчитал, что сомневающихся можно найти и в лагере каннингитов, некоторые из которых могли намеренно принять ложную версию. Он счёл подобные действия политической атакой на него самого и твёрдо решил восстановить справедливость. Его возмущение в отношении Каннинг и её сторонников отчасти объяснялось нравами того времени: поведение каннингитов он считал неприемлемым для людей низших сословий, в то время как мнение благородных мужей олдермена Читти и преподобного Харриса он уважал.
Один из коллег Гаскойна, судья Гандри, написал помощнику шерифа Дорсета, который лично знал Гиббонса и Кларка. Помощник ответил, что те «не стали бы давать показания, если бы они не были правдой». Кларк, возможно, был близок с Люси Скуайрс, на основании чего он утверждал, что находился с ней в Риджвэе. Пятнадцать известных жителей Эбботсбери, в том числе церковные старосты, кураторы бедняков, школьный учитель и сборщик податей поклялись, что в январе Скуайрс действительно была в Дорсете, а также гарантировали благонадёжность местных свидетелей. После этого шесть жителей Эбботсбери преодолели двадцать миль, чтобы дать письменные показания под присягой, подтвердив тем самым свидетельства соседей.
Центральным событием следствия стало признание Вёрчью Холл — именно оно представляло для Гаскойна наибольший интерес. Холл дала свои показания Филдингу под угрозой заключения, и через некоторое время Филдинг упоминал, что Холл, судя по всему, испытывает угрызения совести. Об этом услышал писатель Джон Хилл, который с удовольствием использовал этот случай в свою пользу. Хилл, талантливый писатель и автор знаменитой газетной колонки The Inspector («Инспектор»), повздорил с некоторыми своими сверстниками, среди которых был и Филдинг. Последний в своём периодическом издании The Covent Garden Journal подвёл итог их конфликту, написав, что «эта куча оказалась всего-навсего жалкой навозной кучей, и уже давно была сровнена с грязью».
Холл, получившая поддержку каннингитов, по-прежнему находилась в тюрьме Гейтхаус, несмотря на то, что ей всё ещё не были предъявлены обвинения. Хилл без промедления связался с Гаскойном, который послал за заточённой девушкой. Холл, сопровождаемая группой каннингитов, сначала отвечала уклончиво, но как только её изолировали от друзей Каннинг, она призналась Гаскойну в лжесвидетельстве. Её направили в тюрьму Полтри Комптер, куда последовали и каннингиты, узнавшие, впрочем, что доступ к заключённой открыт «только для отдельных лиц». 7 марта Холл отвечала на вопросы как Гаскойна, так и сторонников Каннинг. На вопрос о том, почему она лгала суду, Холл ответила, что «находясь у господина Филдинга, она сначала говорила правду, но потом ей сказали, что это не являлось правдой». Она была «запугана направлением в Ньюгейт и преследованием её как преступницы в том случае, если бы она не сказала правду». Один из её сторонников спросил, врёт ли она до сих пор, однако её неубедительные ответы не позволяли сделать какие-либо выводы. В итоге все стороны дела Каннинг стали воспринимать Холл как некую помеху.

### Лжесвидетельство
Преподобный Харрис направил несколько своих свидетелей в Лондон, где их допросил Гаскойн. 9 марта Гаскойн провёл допрос Сюзанны Уэллс в Ньюгейтской тюрьме, в результате которого она подтвердила новую версию Холл. 12-13 марта судья провёл ещё несколько допросов, в частности, он беседовал с Форченом и Джудит Нейтасами, а также со свидетелем, который мог опровергнуть показания Джона Инайсера. Гаскойн поговорил с Джорджем и Люси Скуайрс, у которых спрашивал об их передвижениях в начале года. Джордж не смог восстановить полную картину путешествия, вследствие чего судья направил его в Дорсет, надеясь оживить воспоминания Скуайрса. Позже Гаскойн беседовал с Элизабет Лонг, дочерью Уэллс, которую толпа не пропустила в здание суда. 23 марта трое свидетелей Каннинг выразили сомнения в подлинности её истории. Спустя два дня был допрошен ещё один свидетель, поклявшийся, что в январе Скуайрс находилась в Эбботсбери. Гаскойн отправил свидетеля в Ньюгейтскую тюрьму, где они со Скуайрс мгновенно узнали друг друга.
Тем временем Джон Майлс, заменивший Солта и ставший во главе каннингитов, стал искать свидетелей, которые видели Мэри Скуайрс в окрестностях Энфилд-Уош. Один из них утверждал, что в начале января видел двух мужчин, тащивших девушку в направлении Энфилд-Уош. Другие говорили, что 29 января видели «жалкого несчастного человека», идущего в Лондон. Наконец, некоторые свидетели смогли подтвердить, что видели Скуайрс в указанном месте в декабре и январе. Майлс невольно дал знать о своём расследовании самому Гаскойну, попросив у Джона Купера из Солсбери дать характеристику семи свидетелям судьи, которые якобы видели Скуайрс в Куме. Купер написал Майлсу, в положительном свете высказавшись о Томасе Гревилле, однако затем отправил письмо с той же информацией Гаскойну, которому предложил свою помощь.
С этого момента Гаскойн был убеждён в том, что Каннинг лгала. Согласно его версии, в январе Скуайрс, скорее всего, путешествовала по Дорсету, Гемпширу, а затем и Лондону, но не посещала Энфилд-Уош и, следовательно, не могла участвовать в похищении Каннинг. 13 марта он издал ордер на арест Каннинг, которую подозревал в лжесвидетельстве.

#### Раскол в обществе
Расследование Гаскойна вызвало неистовую реакцию печатных изданий. Продукция писателей и журналистов с Граб-стрит только укрепила стороны во мнениях. Каннингиты с ещё большей силой обратились к стереотипу о «злых цыганах и бедной невинной девушке, отказавшейся лишиться чести». Сторонники Каннинг подогревали антицыганские настроения выпуском брошюр, в одной из которых теперь уже крайне непопулярный Гаскойн именовался «Королём цыган». В прессе стали появляться всевозможные зловещие заметки. В одной из них сообщалось, что группа всадников угрожала «сжечь все дома, амбары и зернохранилища», если Скуайрс будет повешена.

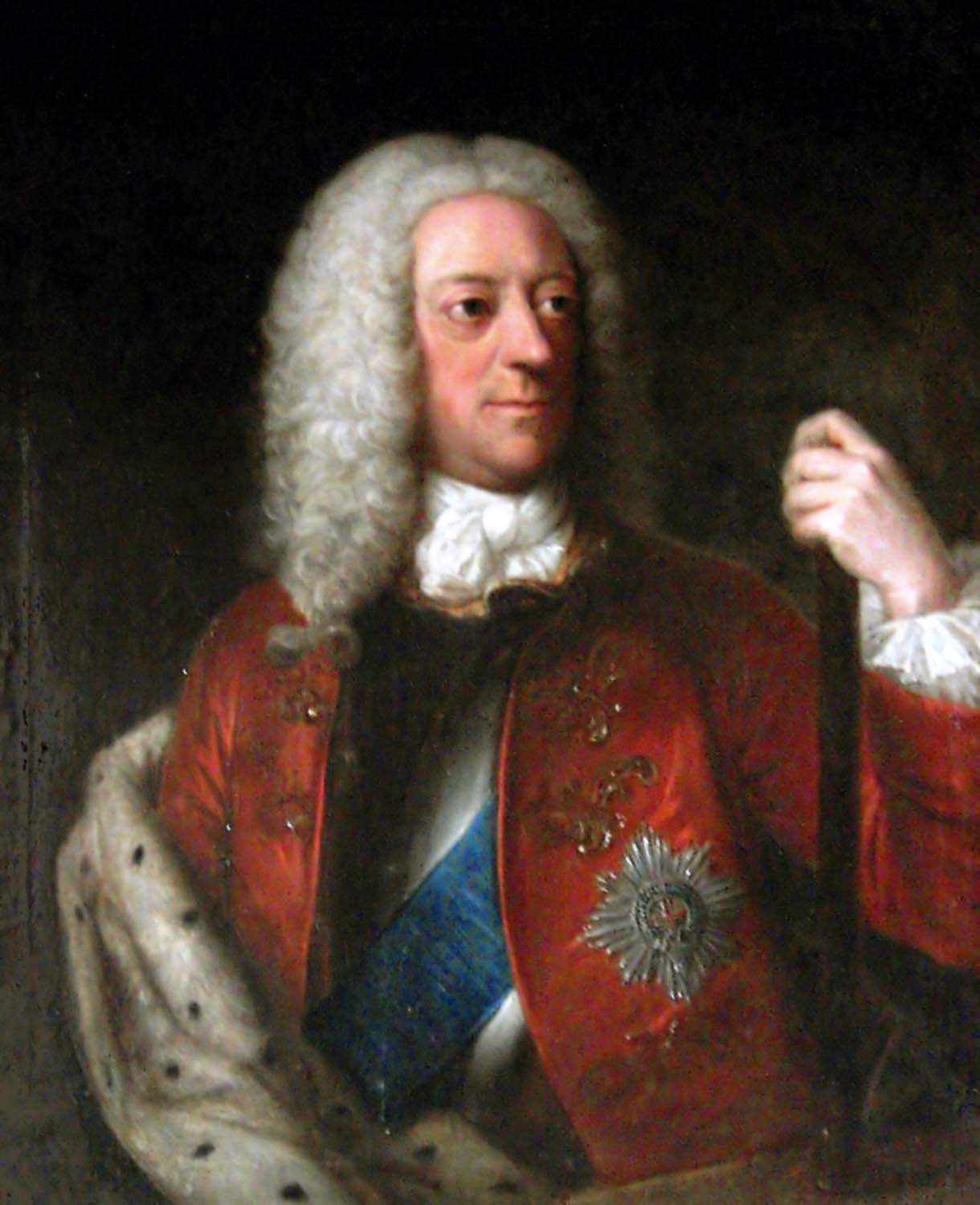
Георг II указал приостановить исполнение наказания для Скуайрс, а затем помиловал её

Честность Каннинг или, напротив, её недостаток и манера расследования Филдинга были раскритикованы в «Лондон Дэйли Адвертайзер». В день публикации ордера на арест Каннинг в издании «Паблик Адвертайзер» появилось объявление, призывающее читателей «отложить свои суждения по делу цыганки до того, как будет напечатано итоговое положение, подготавливаемое господином Филдингом». Филдинг узнал о том, что Гаскойн допрашивал Холл, после чего перевёз Каннинг в свой дом на Боу-стрит, чтобы «высыпать из неё правду и довести её до признания в случае виновности». Филдинг, удовлетворённый докладом Каннинг и безразличный к показаниям Холл, опубликовал «Чёткое заявление по делу Элизабет Каннинг» (англ. A Clear Statement of the Case of Elizabeth Canning), где критиковал сторонников Скуайрс и недоброжелателей Скуайрс, отмечая при этом целомудренную натуру молодой служанки. Копии заявления продавались так быстро, что спустя всего два дня был заказан второй тираж. Джон Хилл воспринял «Чёткое заявление» как прямую атаку на Гаскойна и опубликовал статью «Осмысленная история Элизабет Каннинг» (англ. The Story of Elizabeth Canning Considered), где высмеял оппонента: «Кто вы такой, сударь, чтобы диктовать Правительству? Уймитесь и знайте своё место». Впрочем, в дальнейшем Филдинг уже не играл ключевой роли в деле, полагая, что каннингиты воспринимают его как помеху.
Около половины английских преступников, приговорённых к смерти в XVIII веке, отправились в итоге не на виселицу, а в тюрьмы или в зарубежные колонии. Акты помилования были довольно редки, однако просящие часто могли обойти судью и ходатайствовать непосредственно перед королём. Хотя Гаскойн и имел некоторые сомнения относительно репутации свидетелей, он всё же написал королю Георгу II письмо с просьбой помиловать Мэри Скуайрс, и 10 апреля монарх повелел приостановить исполнение наказания на шесть недель. Новые доказательства обеих сторон были направлены Лорду-канцлеру Хардвику, а также прокурору и его заместителю. 30 мая Скуайрс была помилована, Уэллс же пришлось отбыть наказание. 21 августа Уэллс покинула стены Ньюгейтской тюрьмы.

#### Суд над эбботсберийцами
В то время, как горожане обсуждали освобождение Скуайрс, Майлс был занят сбором доказательств в защиту Каннинг. 20 апреля он был в Дорчестер с ордером на арест Гиббонса, Кларка и Гревилла, трёх свидетелей Скуайрс. С небольшой группой вооружённых каннингитов он захватил Гиббонса и Кларка в одном из постоялых дворов, после чего отправился с ними в Дорчестер. Однако ошибка в оформлении ордера привела к тому, что Гиббонс был отпущен на свободу. Затем Кларк был направлен в Лондон, где Майлс допрашивал его в своём доме на протяжении двух дней. Тем не менее, Кларк отказался сотрудничать, и его отпустили под залог.
Всем троим были предъявлены обвинения в умышленном лжесвидетельстве за взятку, суд прошёл 6 сентября в Олд-Бейли. Гаскойн, опасаясь обвинений в предвзятости, отстранился от участия в суде. Сторону защиты представлял Уильям Дэви, ранее защищавший Скуайрс и Уэллс. Защита представила более сотни свидетелей, каннингиты же на процессе не присутствовали. Сторонники Каннинг, не знавшие о выходе Гаскойна, боялись обнародования некоторых неудобных им материалов в случае появления самой девушки. В итоге единственной свидетельницей, представлявшей Каннинг, стала её соседка. Майлс к тому времени не получал денег от работодателей, и его брат Томас направил в суд особого служащего, который, выполнив ряд инструкций, должен был затянуть разбирательство. Несмотря на это, обвиняемых признали невиновными и отпустили на свободу.
Каннинг в течение некоторого времени не появлялась на публике, и вскоре она была объявлена вне закона. В ноябре произошло назначение нового лорд-мэра, Каннинг же по-прежнему оставалась вне поля зрения. В феврале следующего года она вступила в контакт с властями, появившись в Олд-Бейли.

#### Суд над Каннинг
Господа, заключённая обвиняется в одном из самых гнусных преступлений: стремлении, посредством умышленного и искажённого свидетельства, отнять жизнь у невиновного человека; усугубляет случай то, что во всём чёрном списке правонарушений я не знаю ни одного более тёмного. Это извращение законов её страны во имя худшей из целей; это вырывание меча из рук правосудия для пролития невинной крови.
Процесс по делу Каннинг начался 29 апреля 1754 года. 1, 3—4 и 6—8 мая проходили последующие заседания — процесс стал необычайно долгим для Англии того времени. В рамках отбора присяжных заседателей сторона защиты выразила протест в отношении трёх кандидатур, однако против старшины, который назвал Каннинг «врущей сукой, обманщицей или самозванкой», защитники высказаться не успели. Томас Роулинсон, новый лорд-мэр Лондона, стал ведущим из трёх судей, руководивших процессом. Защита Каннинг обеспечивалась тремя адвокатами: Джорджем Нейрсом, Джоном Мортоном и господином Уильямсом. Обвинителями выступили сын Гаскойна Бамбер, Эдвард Уиллес и Уильям Дэви. После того, как секретарь огласил обвинительный акт, Бамбер Гаскойн пересказал историю похищения и заточения Каннинг. Затем длительную речь произнёс Дэви. Он обрушился на версию Каннинг и рассказал о том, как семья Скуайрс путешествовала по Англии, продавая контрабандные товары. Дэви привёл новые подтверждения алиби Скуайрс и опроверг показания Каннинг о чердаке, где она находилась. Затем он спросил обвиняемую о побеге. Последним эпизодом его выступления стало отречение Вёрчью Холл от ранее данных показаний. Затем слово взял Уиллес, указавший на расхождения в разных сообщениях Каннинг относительно её исчезновения.

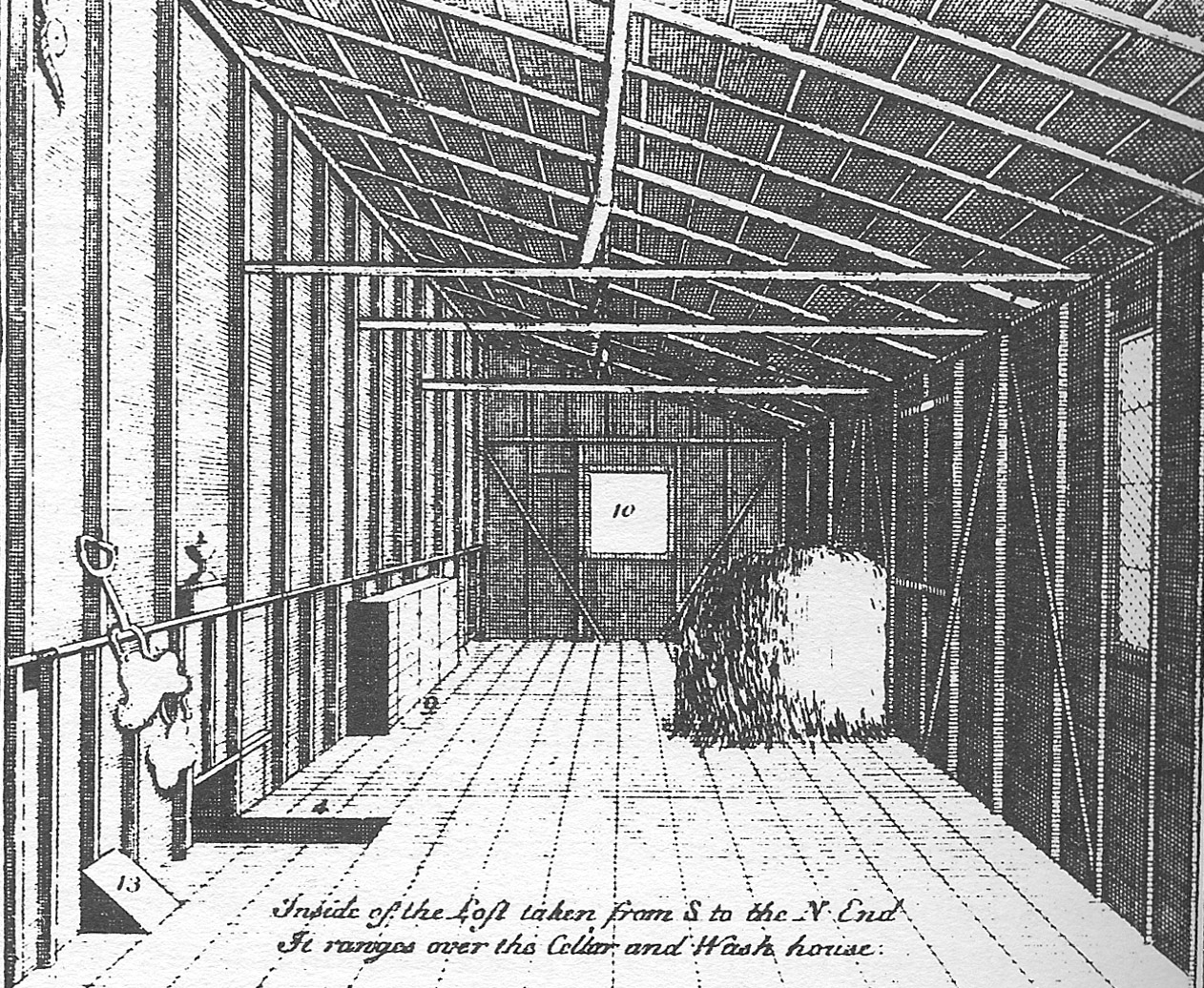
Рисунок чердака, на котором, как предполагалось, удерживалась Каннинг. Рисунок времён процесса

Первыми от защиты выступили Уильямс и Мортон. Последний сделал акцент на том, что Каннинг дважды пришлось участвовать в тяжёлых процессах: сначала она добивалась суда для нападавших, а затем сама подверглась наказанию за это. Он положительно отозвался о присяжных и высмеял обвинения Дэви, воспользовавшись тем, что оппоненты не хотели выслушать свидетельницу Вёрчью Холл. Мортон обратил внимание суда на то, что Каннинг едва ли могла так ловко одурачить своих сторонников, после чего выразил несогласие с жалобой обвинения, касавшейся описания чердака. Нейрс говорил о вероятных социальных последствиях обвинительного приговора. Он заявил, что будущие жертвы подобных действий могут отказаться от судебного разбирательства, опасаясь собственного наказания.
Мортон задал вопросы Джорджу Скуайрсу, который так и не смог с абсолютной точностью вспомнить места, по которым его семья путешествовала во время отсутствия Скуайрс. Его сестра Люси на суде не выступала — отчасти это произошло потому, что она была признана «более глупой, чем её брат». Роберт Уиллис, лично преодолевший часть пути Скуайрсов и помогавший восстановить его в деталях, также дал показания. Тем не менее, его свидетельство было расценено как слух и, следовательно, отклонено. Как и в процессе над Скуайрс и Уэллс, степень доверия к свидетелям обвинения зависела от их личной характеристики. Три свидетеля из Литтон-Чейни заявили, что семья цыган пришла в их деревню 30 декабря, трое эбботсберийцев тоже дали показания. Только за первый день были вызваны 39 свидетелей обвинения. В большинстве своём они были опрошены для подтверждения алиби Скуайрсов.
Несколько человек, попытавшихся устроить мятеж у ворот Олд-Бейли, были взяты под стражу и отправлены в Ньюгейт. Эсквайр, секретарь Уильям Мортон посоветовал всем самым обеспокоенным участникам думать о достоинстве суда, о необходимости поддерживать это достоинство и [сказал, что] не следует пытаться уменьшить вес гражданской власти, когда речь заходит о судебных органах. После того, как суд был отложен, у ворот Дома заседаний столпилось столько угрожающих сэру Криспу Гаскойну людей, что группа констеблей эскортировала господина шерифа Читти до самой Королевской биржи.
К концу первого дня разбирательств вокруг здания суда образовалась толпа горожан, желавших быстрого решения и оправдательного приговора. Однако вместо служанки перед публикой появился Крисп Гаскойн, который был забросан грязью и камнями. Он был вынужден укрыться в одном из близлежащих постоялых дворов, а затем вернулся в суд, намереваясь отконвоировать Каннинг из здания. 1 мая суд начался с обсуждений по поводу атаки на Гаскойна. К присяжным и самому Гаскойну были приставлены охранники, суд принудил одного из представителей стороны защиты извиниться, а каннингиты в тот же день издали печатное уведомление, в котором просили толпу не вмешиваться. Олдермен Томас Читти был приведён к присяге, после чего сообщил суду о подробностях его первой встречи с Каннинг 31 января 1753 года. Дэви опросил нескольких свидетелей, которые говорили о расхождениях между различными версиями описания чердака, предложенными подозреваемой. Один из них сказал о своём отвращении к поступку Вёрчью Холл, свидетельствовавшей против Скуайрс. Некоторые свидетели, в том числе Сара Хоуит и Нейтасы, утверждали, что Каннинг не бывала на чердаке до 1 февраля, так как в январе там находились Хоуит и Холл. К концу дня у здания вновь образовалась толпа, и Гаскойну снова предоставили эскорт.
В пятницу обвинение представило ещё больше свидетелей: в общей сложности Дэви привлёк около 60 человек. Сторона защиты опрашивала некоторых участников первого обыска в доме Уэллс. Томас Колли, дядя обвиняемой, был подвержен перекрёстному допросу. Он рассказал суду о том, чем его племянница питалась во время новогоднего визита к дяде и тёте. Спрашивая об этом, адвокаты обвинения, вероятно, пытались выяснить, могла ли Каннинг на протяжении месяца питаться одним лишь хлебом. На третий день процесса в качестве свидетельницы выступила миссис Каннинг, мать обвиняемой. Одной из возможных линий защиты, которую могли построить адвокаты служанки, было убеждение присяжных в глупости девушки, которая не позволила бы ей сочинить довольно непротиворечивую историю. К огорчению адвокатов защиты, Дэви подверг перекрёстному допросу и миссис Каннинг, которая призналась, что её дочь «немного» умеет писать. Этого, по мнению Дэви, было вполне достаточно для того, чтобы отвергнуть гипотезу о слабоумии обвиняемой. Затем свои показания дал рабочий Скэррат, признавшийся в посещении дома Уэллс ещё до того, как Каннинг исчезла. Двое соседей служанки подтвердили, что она вернулась домой в «плачевном состоянии». Работодатель и аптекарь Каннинг заявили, что кувшин воды и кусочки хлеба действительно могли быть достаточны для поддержания её жизнедеятельности в течение месяца. Защитники Каннинг представили трёх свидетелей, каждый из которых утверждал, что встречал «несчастного жалкого человека» в конце января.

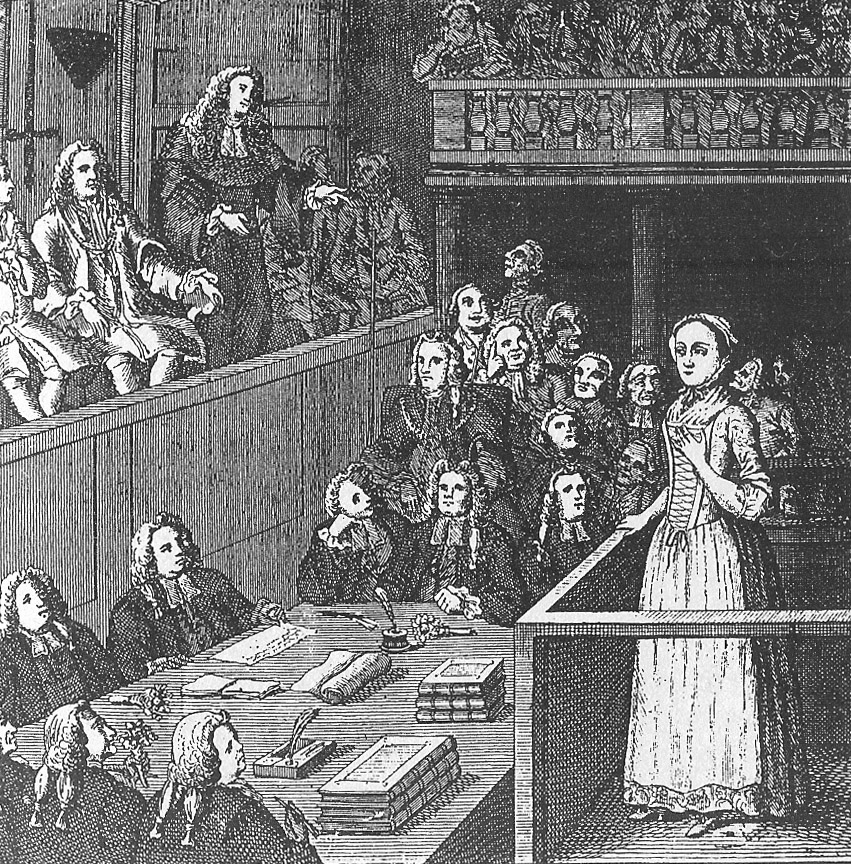
«Суд над Элизабет Каннинг»

На заседании 6 мая выступили новые свидетели. Некоторые соседи Уэллс настаивали на том, что в начале 1753 года видели некую старую цыганку в окрестностях дома. Другие свидетели говорили, что видели её в различных уголках Энфилд-Уош. Одна женщина даже поклялась в том, что видела её там в день Рождества по старому стилю. В сентябре 1752 года Великобритания перешла с Юлианского на Григорианский календарь, и женщина не смогла точно определить упомянутый день. В этом она оказалась не единственной: несколько свидетелей защиты также не смогли скорректировать ту или иную дату на 11 дней. Три свидетеля дискредитировали показания Нейтасов.
Последний день был почти полностью занят Дэви, который представил суду ещё несколько свидетелей и приступил к опровержению показаний тех, кто якобы видел Скуайрс в районе Энфилд-Уош в январе. Подводя итоги, он обратился к присяжным, обвинив Каннинг в «самом нечестивом и отвратительном [преступлении,] которое человеческое сердце может зачать». Секретарь Уильям Мортон зафиксировал тезисы защиты и спросил у присяжных, удовлетворил ли их ответ Каннинг на обвинения и считают ли они возможным выжить с «не более, чем четвертью буханки и кувшином воды» на месяц.

### Вердикт, его последствия и дальнейшая жизнь Каннинг
Присяжные готовили решение на протяжении почти двух часов. В итоге Каннинг была признана «виновной в лжесвидетельстве, но не умышленном и не обеспеченном взяткой». Секретарь отказался принимать подобную формулировку, поскольку счёл её неподходящей, и через двадцать минут Каннинг стала виновной в «умышленном лжесвидетельстве за взятку». Крисп Гаскойн не присутствовал в суде в момент оглашения вердикта, так как в целях безопасности покинул здание раньше. Сторона защиты подала неудовлетворённое прошение о повторном слушании дела. 30 мая было озвучено наказание: девять из семнадцати участников проголосовали за тюремное заключение сроком в один месяц и последующую семилетнюю ссылку. Согласно State Trials, Каннинг «рассчитывала на их благосклонность», говорила о том, что «не имела намерения унести жизнь цыганки под присягой», что «всё, что было сделано, совершалось только ради собственной защиты», а также желала, чтобы её «считали неудачливой».

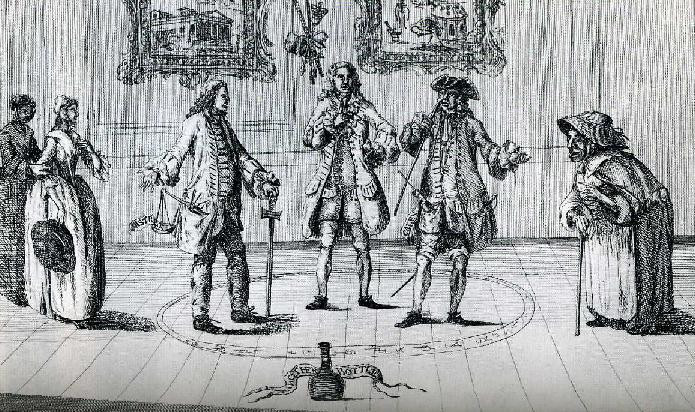
«Фокусники» (1753). Каннинг, Филдинг, Гаскойн, Хилл и Скуайрс на одной сцене с «Бутылочным фокусником»

Вердикт нисколько не приблизил достижения компромисса в обществе. Копии протокола судебного заседания были чрезвычайно популярны, а портреты Каннинг предлагались к продаже с витрин магазинов. За информацию о нападавших на Гаскойна каннингитов было предложено вознаграждение. Журналисты с Граб-стрит много писали о последствиях процесса. Издание «Газеттир» было наполнено сатирическими письмами авторов под такими псевдонимами, как «Аристарх» (англ. Aristarchus), «Тацит» (англ. Tacitus), «эсквайр Т. Трумен» (англ. T. Trueman, Esq.). В одном из них каннингит Никодим (англ. Nikodemus) писал о том, к чему привело бы отсутствие цыган: «что стало бы с вашими молодыми знатью и дворянством, если бы не было сводниц, добывавших бы для них молодых жриц любви»? Джон Хилл написал короткую песню, посвящённую участию в деле его самого и Гаскойна. Каннинг изображали в момент лишения её одежды или во время заточения на чердаке. На других изображениях Уэллс и Скуайрс представлялись в роли ведьм, сидящих на метловище.
Во время разбирательств Гаскойн баллотировался в Парламент, оказавшись в итоге одним из наименее популярных кандидатов. Желая объяснить свои действия по отношению к служанке, он написал «Обращение к служащим города Лондона от сэра Криспа Гаскойна» (англ. An Address to the Liverymen of the City of London, from Sir Crisp Gascoyne). Гаскойн подвергался атакам не только на страницах печатных изданий, но и на улицах, несколько раз ему угрожали смертью. В ответ на обращение Гаскойна каннингиты опубликовали ряд материалов, в том числе «Ответ служащего на обращение сэра Криспа Гаскойна» (англ. A liveryman’s reply to Sir Crisp Gascoyne's address) и «Опровержение Криспа Гаскойна за его действия в делах Элизабет Каннинг и Мэри Скуайрс» (англ. A refutation of Sir Crisp Gascoyne's of his conduct in the cases of Elizabeth Canning and Mary Squires). В последнем сообщалось, что суд над Каннинг есть не что иное, как кульминация мести Гаскойна по отношению к служанке.
Сообщалось, что находящаяся в Ньюгейтской тюрьме Каннинг вступала в контакт с методистами — подобная информация могла лишь усугубить её положение. В тот же день появились листовки, утверждавшие, что заключённую посетил пастор церкви св. Марины Магдалины, который убедился в её приверженности Церкви Англии. С Каннинг встретился и господин Лединард, помогавший привезти Вёрчью Холл к Гаскойну. Он попросил заключённую покаяться, на что та ответила: «В суде я сказала всю правду и ничего, кроме правды; и я предпочитаю не отвечать на какие-либо вопросы, если только они снова не будут заданы в суде». Призывы к снисходительности не помешали исполнению наказания: Каннинг должна была отправиться в Британскую Америку на корабле для заключённых «Трайел» (англ. Tryal). Тем не менее, после нескольких угроз со стороны моряков Каннинг в августе 1754 года оказалась на судне «Миртилла». Заключённая прибыла в городок Уэтерсфилд в Коннектикуте, и по договорённости со своими сторонниками прибыла в дом священника-методиста Илайши Уильямса. Каннинг не служила у Уильямсов, которые приняли её как члена семьи. В 1755 году преподобный умер, и 24 ноября 1756 года Каннинг вышла замуж за Джона Трита, дальнего родственника экс-губернатора Роберта Трита. В июне 1758 года она родила сына Джозефа, в ноябре 1761-го на свет появилась дочь Элизабет, а затем она стала матерью ещё двух сыновей, Джона и Салмона. В июне 1773 года Элизабет Каннинг скоропостижно скончалась.

## Мнения
Это не ловкая, но, напротив, чрезмерно глупая история. В ловкой истории, как, например, в «Томе Джонсе», события настолько разнообразны и при этом столь согласованы как между собой, так и с естеством, что чем более читатель знаком с естеством, тем сильнее он поддаётся обману, веря, что это правда; и с трудом он опоминается от этой веры, когда писатель время от времени признаётся, что всё это вымысел. Но что правдоподобного есть в приключениях Энфилд-Уош? Что есть такого странного или в поэтических тонах воображаемого в событиях ограбления, побиения—крики об убийстве—закрыли мой рот носовым платком—сука, почему бы тебе не идти быстрее?—доставления в публичный дом—предложения хороших платьев—перережу тебе глотку, если шевельнёшься? Такое разнообразие событий, которые обязаны всей своей странностью бессмысленным способом своего воплощения во времени и пространстве, которые смешались друг с другом.
Нет ничего удивительного в таких историях, за исключением того, что они могут соответствовать любой степени доверия; и того, что удивление часто пропадает, когда бы мы ни попытались спокойно вникнуть в их происхождение, и проследить до самого их источника.
История Элизабет Каннинг пленила георгианскую Англию. Джудит Мур пишет, что главной интригой истории является вопрос о целомудрии Каннинг, и в то же время сюжет предлагает задуматься, может ли человек невысокого общественного статуса претендовать на внимание к своей персоне. Писатель Кристина Строб сопоставляет случай Каннинг с более общим вопросом сексуальности наёмных работниц, обладавших низким положением в общественной иерархии. Строб пишет, что Каннинг могла быть «невинной как ребёнок, преследуемой жестокими преступниками» или «хитрым манипулятором системы правосудия, использующим непричастных наблюдателей во избежание наказания за свои сексуальные проступки». Авторы книги «Честно изложенное дело Элизабет Каннинг» (англ. The Case of Elizabeth Canning Fairly Stated) утверждают, что Каннинг либо действительно находилась в заключении, желая сохранить собственную честь, либо лгала, желая скрыть «свои собственные преступные сделки в темноте».
Противостояние каннингитов и джипситов способствовало тому, что дело Каннинг стало одним из наиболее известных криминальных явлений Англии XVIII века. Различные аспекты дела на протяжении нескольких лет освещались в изданиях, посвящённых преступности, в частности, в Ньюгетском справочнике и Реестрах злоумышленников. «Письмо досточтимому графу — относительно дела Элизабет Каннинг» (англ. A Letter to the Right Honourable the Earl of — Concerning the Affair of Elizabeth Canning) поэта Аллана Рэмси стало источником вдохновения для «Истории Элизабет Каннинг и Жана Кала» (фр. Histoire d'Elisabeth Canning, et de Jean Calas) Вольтера. Французский мыслитель разделял мнение Рэмси о том, что Каннинг пропала из поля зрения родственников для того, чтобы скрыть беременность. В 1820 году история Каннинг была пересмотрена английским писателем Джеймсом Колфилдом, который воспроизвёл её с некоторыми серьёзными ошибками. В 1852 году Джон Педжет выпустил собственное произведение под названием «Элизабет Каннинг». Он назвал дело Каннинг «возможно, наиболее полноценной и наиболее необъяснимой судебной головоломкой среди всех записанных».
Обвинение так и не смогло представить доказательств присутствия служанки где-либо вне дома Уэллс. Местоположение Каннинг в январе 1753 года до сих пор остаётся загадкой. Невыясненным остался и план путешествия Скуайрсов по Дорсету в начале года. Писатель Харви Дартон предположил, что семья могла заниматься контрабандой, и визит Скуайрсов в Эггардон не был случайным: известный контрабандист Айзек Галливер осуществлял свою деятельности именно там. По мнению Аллана Рэмси, первая версия истории Каннинг была «чрезмерно глупой» и лживой. Он считал, что отсутствие деталей в показаниях Каннинг не могло удивить человека с аналитическим складом ума. Американский писатель Лиллиан Буэно Маккью высказал предположение об амнезии Каннинг, а в её заточении на чердаке он винил Джона Уинтлбери, бывшего работодателя служанки. Джон Трехёрн считает гипотезу Маккью маловероятной и пишет, что Каннинг находилась в районе Энфилд-Уош почти наверняка, однако в доме Уэллс она не была. Трехёрн предполагает, что Роберт Скэррат указал на дом Уэллс как на вероятное место заточения намеренно, поскольку, сообщает автор, нельзя исключать его причастность к нежелательной беременности Каннинг. По мнению Трехёрна, Каннинг могла страдать частичной амнезией, и на первом суде она могла лгать без злого умысла. Он называет Каннинг «первым медиа-продуктом». Непосредственно после суда люди пера разделились на два лагеря, поддерживая либо позицию Филдинга, либо позицию Хилла, однако большинство писателей позднего времени сходится во мнении, что заявления Каннинг не были правдивыми. Джудит Мур при этом считает, что Каннинг могла быть невиновной, объясняя противоречие её показаний показаниям Скуайрс некоторыми упущениями и поправками. Мур подчёркивает, что истинной причиной подобного развития событий могли стать личные интересы людей во власти.

## Комментарии
1. ↑  Филдинг не сразу согласился заняться делом, так как намеревался взять отпуск. Когда же Солт сообщил судье некоторые сведения о происходящем, профессиональное самолюбие Филдинга было задето[25].
2. ↑  Несмотря на то, что Сюзанна Уэллс многократно упоминается в качестве сутенёрши, чётких доказательств этого факта не существует. Писатель Джон Трехёрн характеризует Вёрчью Холл как «запуганную маленькую шлюху»[31]. Другое косвенное указание связано с именем рабочего Баррисона. Он утверждал, что в 1752 году его дочь, не имея денег, попросила ночлега в доме Уэллс. Сообщалось, что Уэллс накормила Баррисон, однако затем представила её «джентльмену в кружевном жилете», принявшем её за проститутку. Девушка отказалась от задатка, после чего Уэллс заперла её на чердаке. На следующее утро её освободил проходивший мимо дома друг, услышавший её крики о помощи. Впрочем, установить достоверность истории Баррисона невозможно[32].
3. ↑  Англичане называют цыган Gypsies (от Egyptians — «египтяне»).
4. ↑  Джудит Мур считает, что это мог сделать Джон Майлс, заменивший Солта в роли юридического советника каннингитов[38].
5. ↑  Игра слов: один из переводов слова hill («хилл») — «куча».
6. 1 2  Не путать Уильяма Мортона (англ. Moreton) с Джоном Мортоном (англ. Morton), адвокатом Каннинг.
7. ↑  По-видимому, в январе Хоуит и Холл общались с садовниками, работавшими рядом с домом. Именно садовники и стали теми самими неназванными «некоторыми свидетелями». Их имена не были внесены в документы для краткости[102].
8. ↑  Речь идёт о романе Генри Филдинга «История Тома Джонса, найдёныша».
9. ↑  В частности, Колфилд писал, что Каннинг стала учительницей и вышла замуж за квакера[128].
10. ↑  Впрочем, в середине века Галливер был ещё ребёнком.

## Цитаты
1. ↑  англ. “Monster of a Woman”
2. ↑  англ. “old Gypsy Woman”
3. ↑  англ. “robbed the girl of her stays; and then in a miserable naked Condition, because she would not become a common Prostitute, confined her in an old Back Room or loft”
4. ↑  англ. “dark, tall, but stooping, elderly woman, with an estimated age ranging from sixty to eighty”
5. ↑  англ. “all accounts do agree that she was an exceptionally ugly woman, with a very large nose and a lower lip swollen and disfigured by scrofula.”
6. ↑  англ. Mother Wells expressed herself with all the Art and affected Innocence of those wicked Wretches, who are deliberately and methodically taught the methods of evading Justice; and the old Gipsy behaved as a Person traditionally and hereditarily versed in the ancient Egyptian Cunning, making the most religious Protestations of her Innocence; though she was afterwards heard to say, Damn the young Bitch!
7. ↑  англ. “ended all the trouble which I thought it necessary for me to give myself in this affair”
8. ↑  англ. “Noble Lords”
9. ↑  англ. “either applied to the carrying on of the Prosecution, or given to the poor Girl as a Recompence for her Virtue, and Miseries she has gone through”
10. ↑  англ. “saw nothing brought up[, but w]hen day-light appeared, I could see about the room; there was a fire-place and a grate in it, no bed nor bedstead, nothing but hay to lie upon; there was a black pitcher not quite full of water, and about twenty-four pieces of bread ... about a quartern loaf”
11. ↑  англ. “Because I thought they might let me out; it never came into my head till that morning”
12. ↑  англ. “I never saw that witness in my lifetime till this day three weeks”
13. ↑  англ. “What day was it that the young woman was robbed?”
14. ↑  англ. “I return thanks for telling me, for I am as innocent as the child unborn”
15. ↑  англ. “They were there six or seven weeks in all; they had been there about a fortnight before the young woman was brought in”
16. ↑  англ. “with handkerchiefs, lawns, muslins, and checks, to sell about town”
17. ↑  англ. “handkerchiefs, lawns, and such things”
18. ↑  англ. “extremely important, and very frequently used ... in character testimony too, the word of a man of property had the greatest weight.  Judges respected the evidence of employers, farmers and neighboring gentlemen, not mere neighbors and friends.”
19. ↑  англ. “a poor man who cries sticks about the streets”
20. ↑  англ. “the poor creature”
21. ↑  англ. “miserable object”
22. ↑  англ. “would not have given evidence had it not been true”
23. ↑  англ. “this hill was only a paltry dunghill, and had long before been levelled with the dirt.”
24. ↑  англ. “particular persons only”
25. ↑  англ. “when I was at Mr Fielding’s I at first spoke the truth, but was told it was not the truth.  I was terrified and threatened to be sent to Newgate, and prosecuted as a felon, unless I should speak the truth.”
26. ↑  англ. “a miserable poor wretch”
27. ↑  англ. “wicked Gypsies and a poor innocent girl refusing to yield her honour”
28. ↑  англ. “the King of the Gipsies”
29. ↑  англ. “they would burn all the people's houses, barns and corn thereabouts”
30. ↑  англ. “to suspend their judgement in the Case of the Gypsy Woman till a full State of the whole, which is now being prepared by Mr. Fielding, is published.”
31. ↑  англ. “sift the truth out of her, and to bring her to confession if she was guilty.”
32. ↑  англ. “Who Sir, are you, that are thus dictating unto the Government?  Retire into yourself and know your station.”
33. ↑  англ. “Gentlemen, the prisoner stands indicted of one of the most heinous crimes; an endeavour, by wilful and corrupt foreswearing herself, to take away the life of a guiltless person; and with aggravation, in the black catalogue of offences, I know not one of a deeper dye.  It is a perversion of the laws of her country to the worst of purposes; it is wrestling the sword out of the hands of justice to shed innocent blood.”
34. ↑  англ. “a lying bitch, a cheat, or an imposter”
35. ↑  англ. “rather more stupid than her brother”
36. ↑  англ. “Several persons were taken into custody that made a riot at the Old Bailey Gate and were committed to Newgate.  William Moreton Esq recorder, recommended to all persons who were concerned in the most pathetic manner, to consider the dignity of the Court of Justice, the necessity of keeping up that dignity , and that the magistracy of this court should not be treated in such a manner as to lessen the weight of the Civil Power. After the court adjourned there was so great a mob at the gate of the Session-House threatening Sir Crisp Gascoyne, that Mr. Sheriff Chitty, with a number of Constables, escorted him as far as the Royal-Exchange.”
37. ↑  англ. “a little”
38. ↑  англ. “deplorable condition”
39. ↑  англ. “poor, miserable wretch”
40. ↑  англ. “the most impious and detestable the human heart can conceive”
41. ↑  англ. “no more than a quartern-loaf, and a pitcher of water”
42. ↑  англ. “Guilty of perjury, but not wilful and corrupt.”
43. ↑  англ. “Guilty of Wilful and Corrupt Perjury.”
44. ↑  англ. “hoped they would be favourable to her; that she had no intent of swearing the gypsey's life away; and that what had been done, was only defending herself; and desired to be considered unfortunate”
45. ↑  англ. “what would become of your young nobility and gentry, if there were no bawds to procure young girls of pleasure for them?”
46. ↑  англ. “I have said the whole truth in court, and nothing but the truth; and I don’t choose to answer any questions, unless it be in court again.”
47. ↑  англ. “It is not an artful, but on the contrary, an exceeding ſtupid ſtory.  An artful ſtory, is ſuch a ſtory as Tom Jones, where the incidents are ſo various, and yet ſo conſiſtent with themſelves, and with nature, that the more the reader is acquainted with nature, the more he is deceived into a belief of its being true; and is with difficulty recall'd from that belief by the author’s confeſſion from time to time of its being all a fiction.  But what is there plauſible in the adventures of Enfield Waſh?  What is there ſtrange or poetically fancied in the incidents of robbing, knocking down—cry'd out murder—ſtopt my mouth with a handkerchief—you bitch, why don’t you go faſter?—carrying to a bawdy houſe—offer of fine cloaths—cut your throat if you ſtir?  Such is the variety of theſe incidents, which owe all their ſtrangeneſs to the ſenſeleſs manner in which they have been, with reſpect to time and place, jumbled together.
There is nothing ſurpriſing in ſuch ſtories, except their meeting with any degree of belief; and that ſurpriſe commonly ceaſes, whenever we ſet ourſelves coolly to examine into their origin, and trace them to their fountain head.”
48. ↑  англ. “childlike innocent, victimized by brutally criminal outlaws”
49. ↑  англ. “a wily manipulator of the justice system who uses innocent bystanders to escape the consequences of her own sexual misdeeds”
50. ↑  англ. “her own criminal Transactions in the Dark”
51. ↑  англ. “perhaps, the most complete and most inexplicable Judicial Puzzle on record”
52. ↑  англ. exceeding stupid
53. ↑  англ. “the first media product.”